# Spirostreptus immanis
Spirostreptus immanis är en mångfotingart som beskrevs av Carl Graf Attems 1903. Spirostreptus immanis ingår i släktet Spirostreptus och familjen Spirostreptidae. Inga underarter finns listade i Catalogue of Life.